# Riacho de Santana
Riacho de Santana là một đô thị thuộc bang Bahia, Brasil. Đô thị này có diện tích 2698,465 km², dân số năm 2007 là 29652 người, mật độ 11 người/km².